# Menhir dels Palaus
El menhir dels Palaus és un menhir situat a prop del poble d'Agullana, (Alt Empordà), inclòs a l'Inventari del Patrimoni Arqueològic i Paleontològic de Catalunya.

## Ubicació
El menhir dels Palaus està situat a una alçada de 105 m, a la vora d'un camp que domina la zona sud de La Jonquera, a prop del Mas del Forn, al límit oriental del terme d'Agullana. S'hi arriba des de l'encreuament de la carretera N-11 i les GI-601 i GI-500. Després de seguir aquesta última cap a l'est en direcció d'Agullana i passar per sota del viaducte de l'autopista AP-7, a 450 m es troba el primer camí cap a l'esquerra durant uns 200 m. A partir d'allà, un senyal indica la sortida del sender, que travessa un bosquet, i arriba al menhir al cap d'uns cent metres.

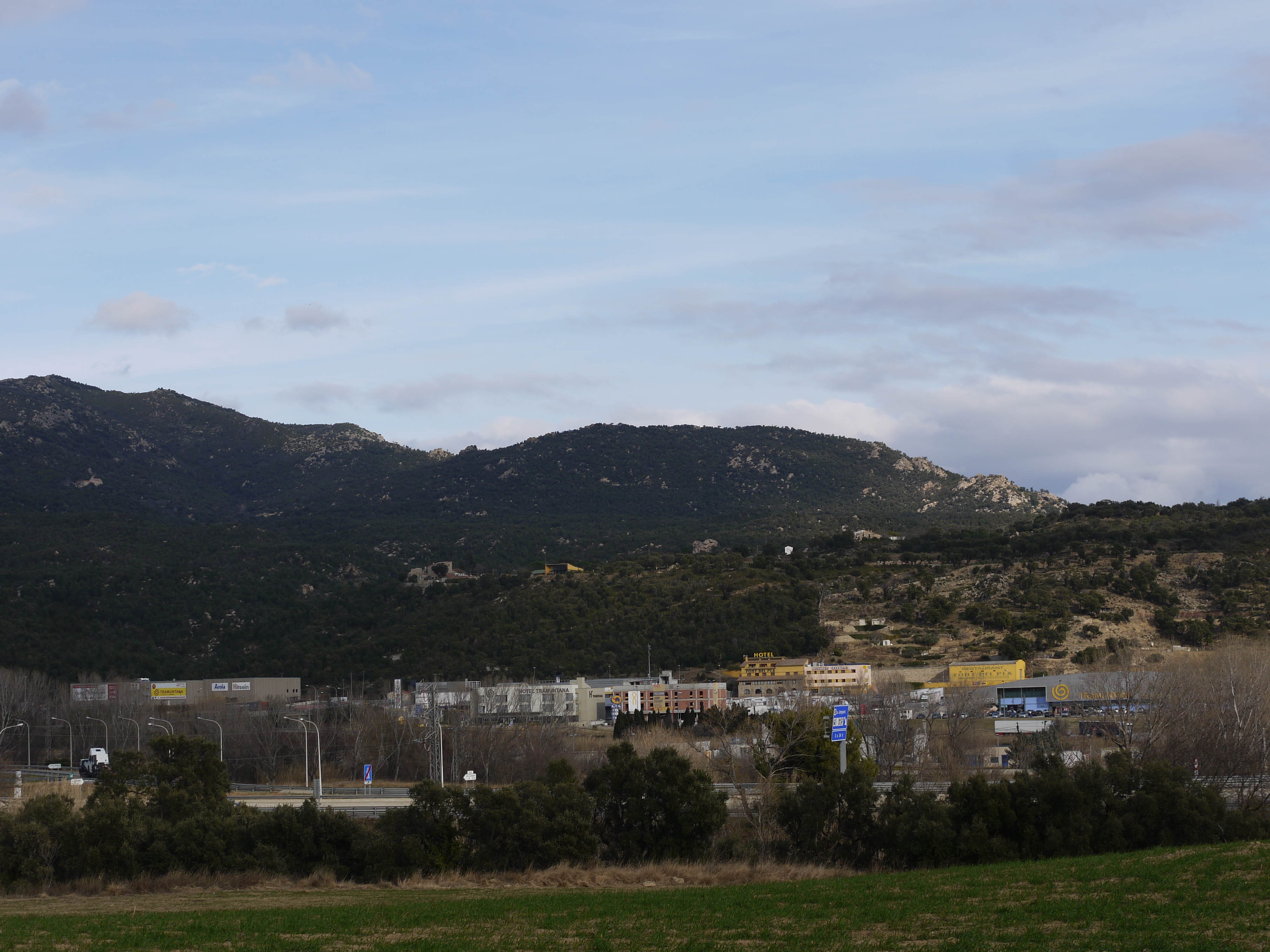
Vista des del menhir cap a la zona sud de La Jonquera.
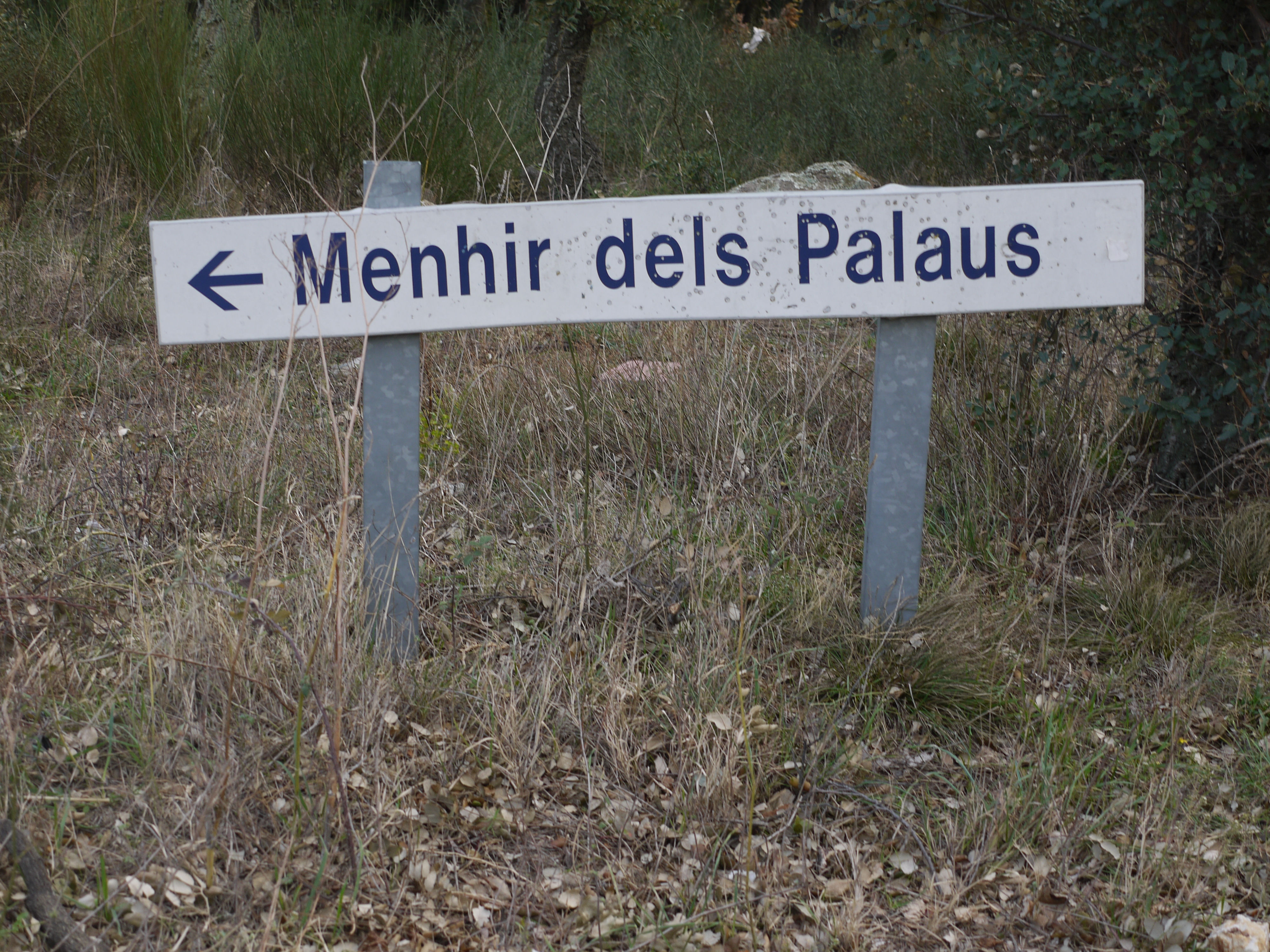
Panell de direcció.
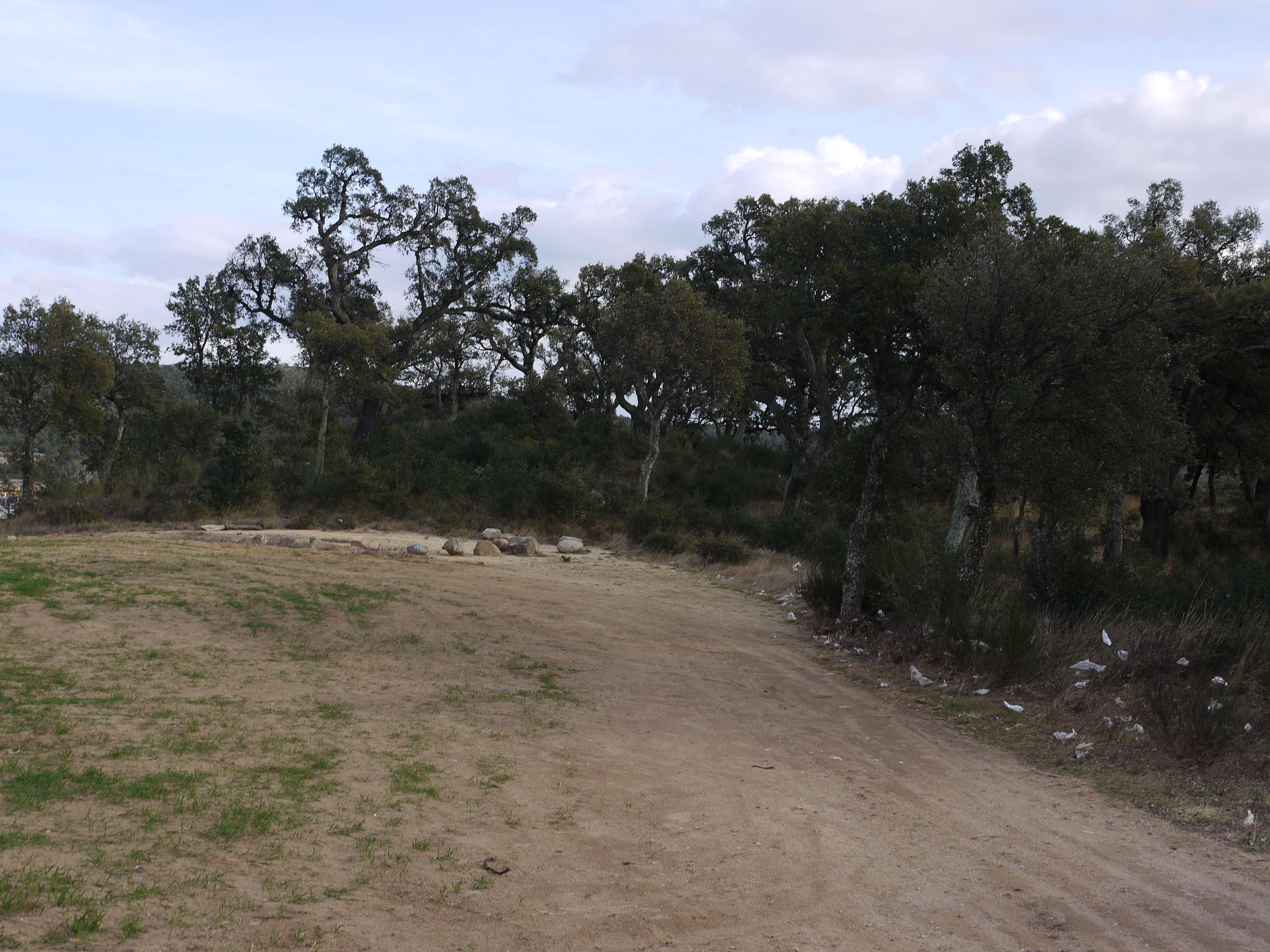
Sortida del camí

## Descripció
El menhir dels Palaus té aspecte fàl·lic. Té una alçada total de 3,20 m, dels quals 2.50 són sobre la superfície, una amplada de 0,78 m, i una fondària de 0,38 m. Fet de granit, pesa 3235 Kg i té un volum de 1,155 m³. Es distingeix per nombroses marques gravades en diferents llocs, una de les quals, al capdamunt de la cara sud-est podria ser antropomorfa o arboriforme, però encara no se'n coneix el significat. Les dues cares principals estan orientades actualment cap al nord-oest i el sud-est, però l'orientació original del menhir és desconeguda.

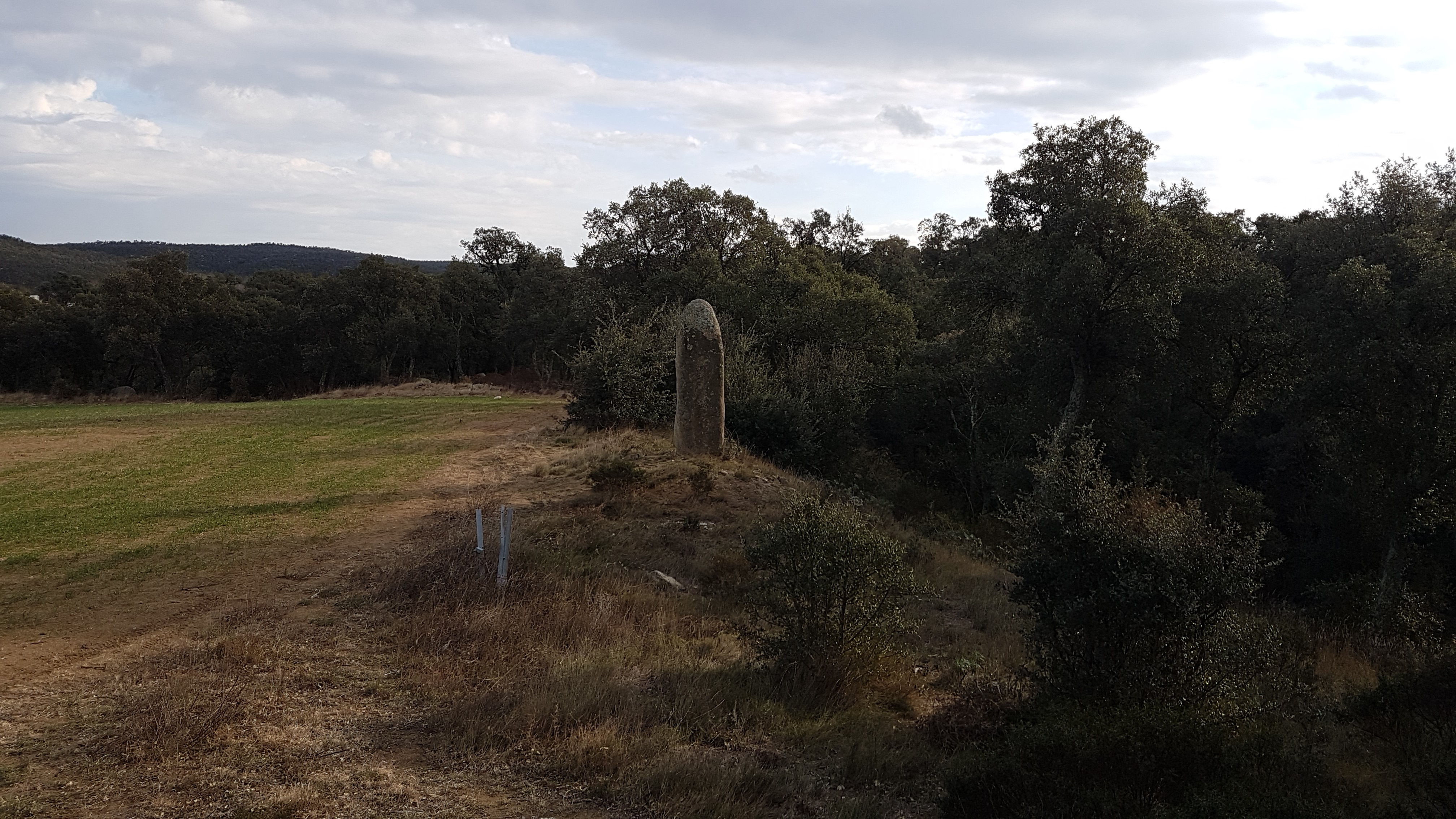
Situació a la vora del camp
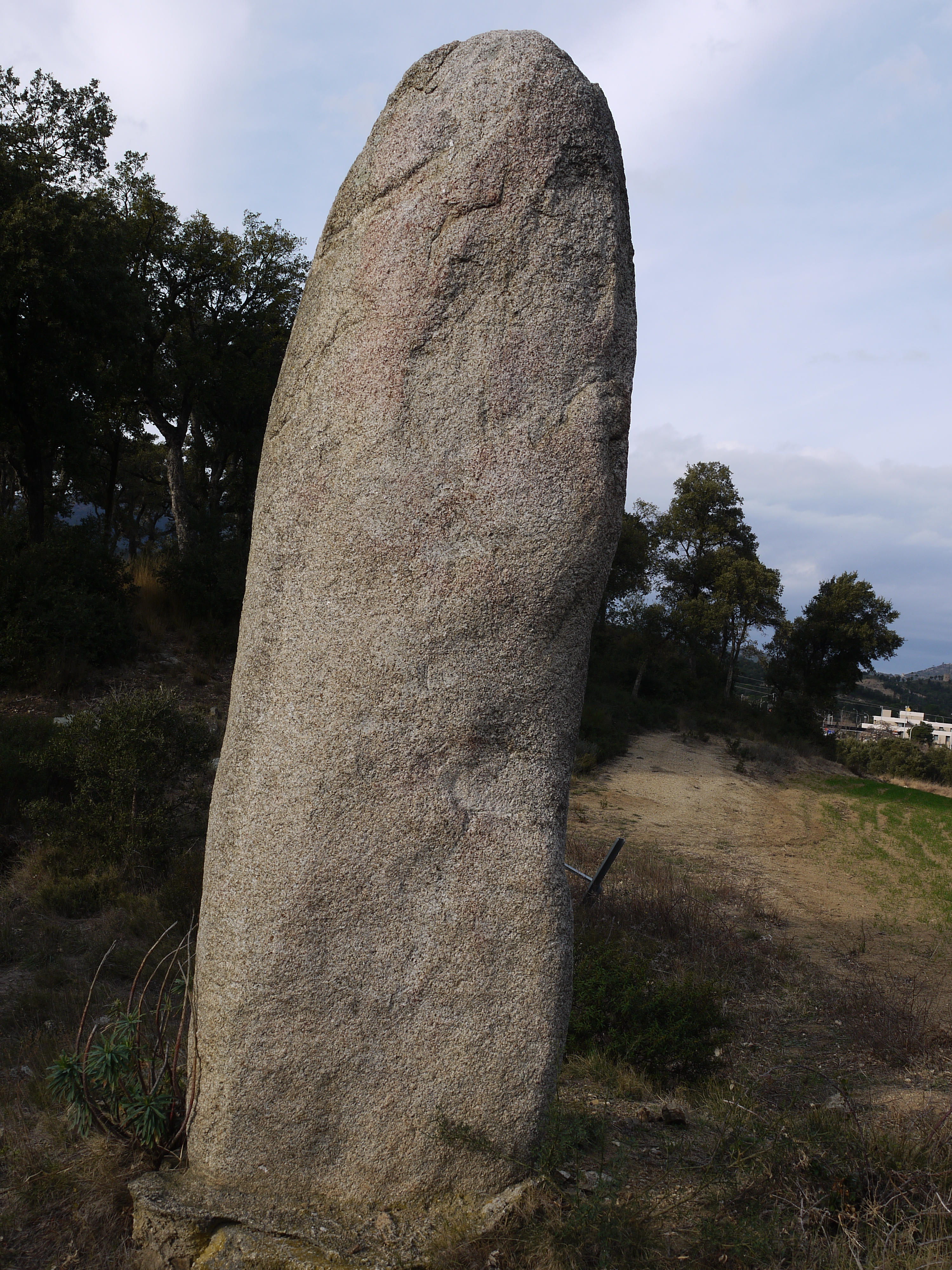
La cara sud-est.
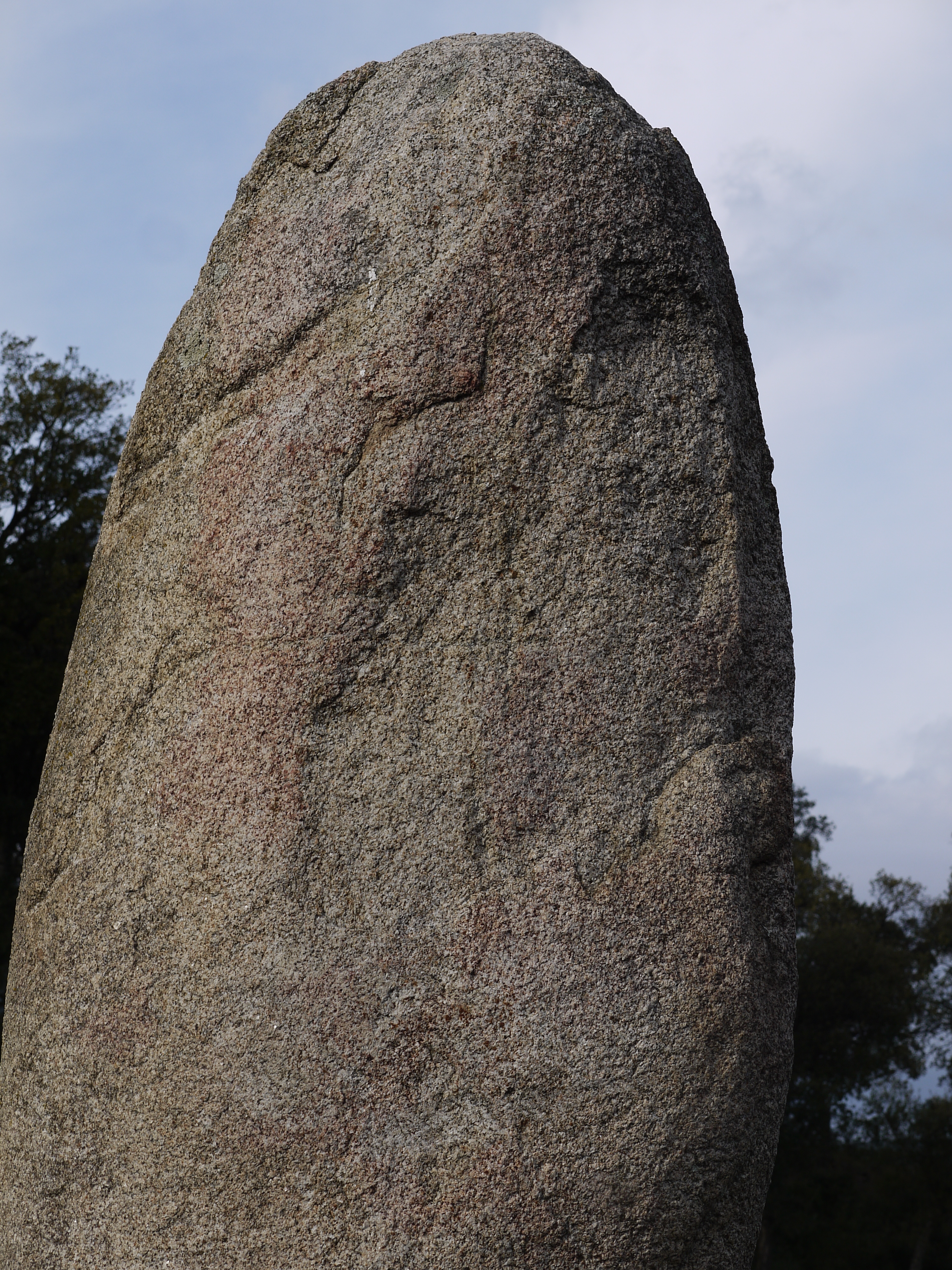
Detall de la cara sud-est.
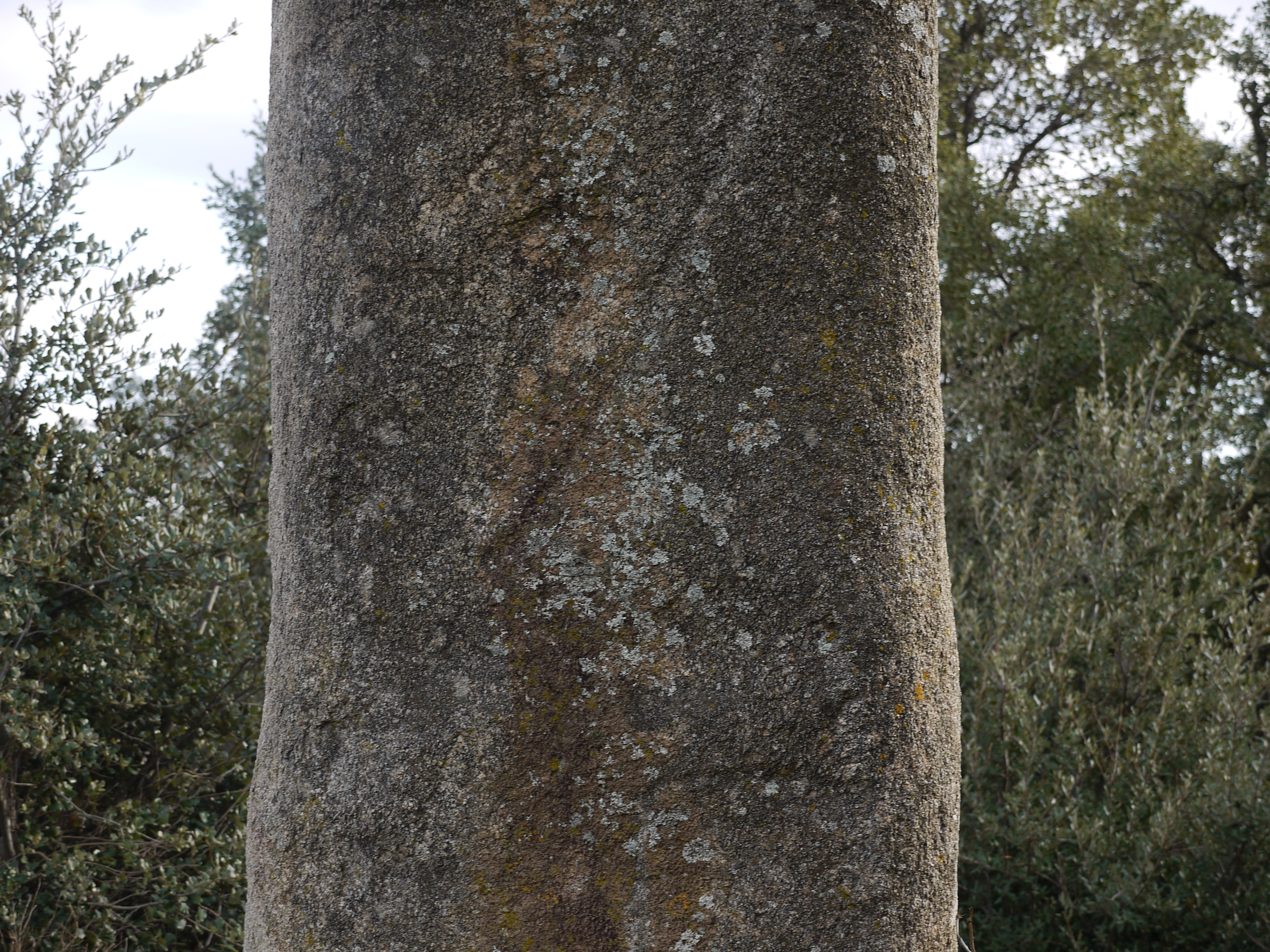
Detall de la cara nord-oest.

## Història
El menhir dels Palaus data aproximadament de 3500-3200 aC., per tant cap al final del Neolític. Quan el va descobrir en Joan Verdú i Costa, l'any 1975, el menhir era a terra. La seva filla Dolors va avisar de la troballa al GESEART, que el va identificar com a menhir el 1986. Es va redreçar el 24 de juny de 1987 en una gran festa de Sant Joan i del solstici d'estiu que va reunir més de 300 persones dels cinc municipis del voltant. Es va preparar un «berenar-sopar prehistòric» i una «poció màgica» per als participants. Llavors es va desplaçar 50 m per treure'l del camp on es trobava (un antic bosc d'alzines) per no destorbar el treball agrícola.